# Омодт Кильде, Александер
Александер Омодт Кильде (норв. Aleksander Aamodt Kilde, род. 21 сентября 1992 года, Берум, Норвегия) — норвежский горнолыжник, двукратный призёр Олимпийских игр 2022 года (в супергиганте и комбинации), призёр чемпионата мира 2023 года, обладатель Кубка мира 2019/20 в общем зачёте, обладатель Кубка Европы 2012/13 в общем зачёте, чемпион мира 2013 года среди юниоров в гигантском слаломе. Специализируется в скоростных дисциплинах, также успешно выступает в комбинации и гигантском слаломе.

## Спортивная биография

### 2010-е годы

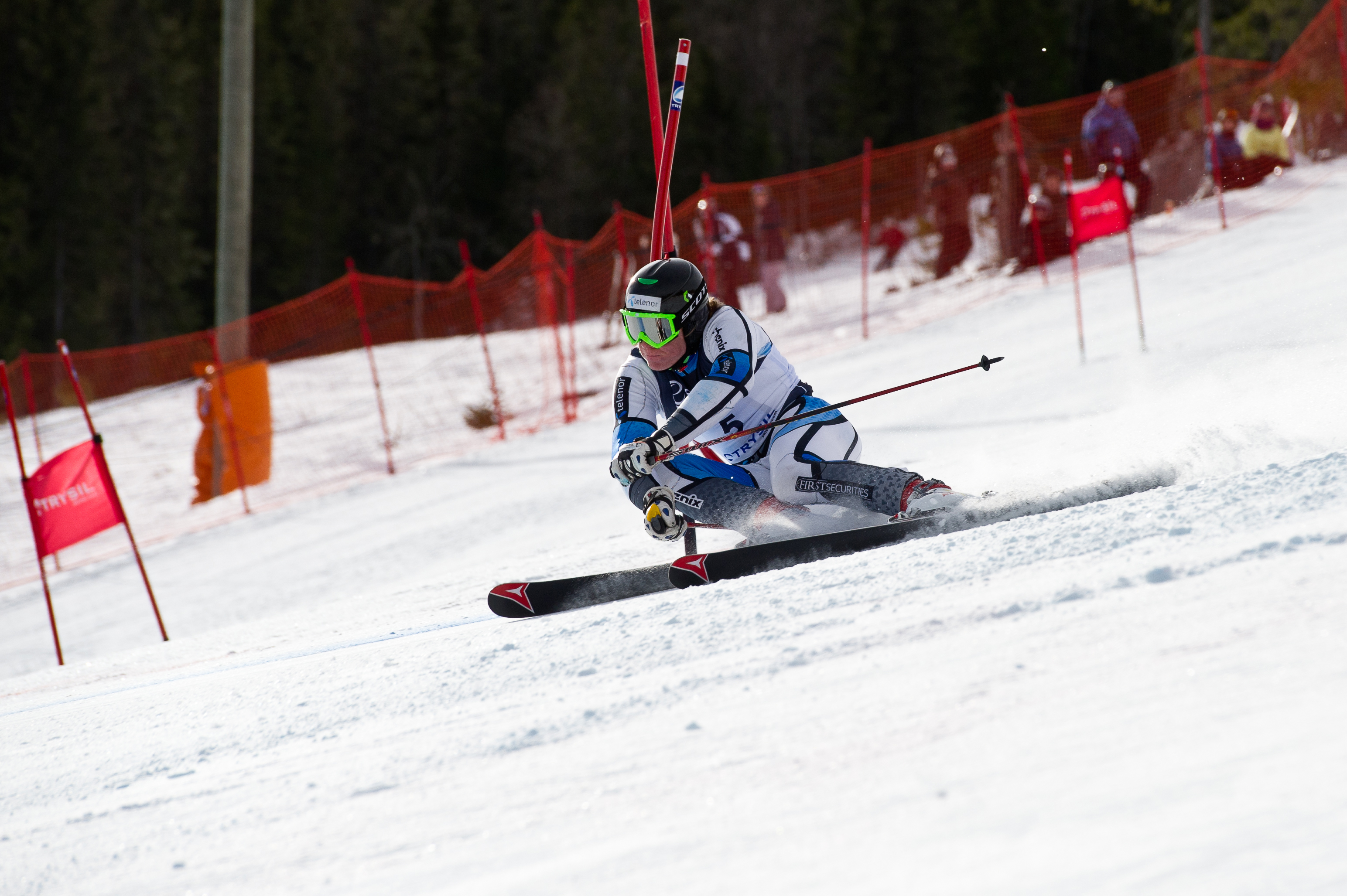
2011 год

В юности Килде занимался параллельно футболом и горными лыжами, но в итоге сделал свой выбор в пользу зимнего вида спорта. На соревнованиях под эгидой FIS Александер начал выступать в 2007 году. На протяжении 4 лет Килде практически не выезжал за пределы Норвегии, участвуя только в национальных соревнованиях. Начиная с сезона 2011/12 Александер стал принимать участие в Кубке Европы и Кубке Северной Америки.
Сезон 2012/13 стал для Килде невероятно успешным. 28 октября 2012 года норвежец дебютировал в Кубке мира на этапе в австрийском городе Зёльден. В начале 2013 года Кильде удалось выиграть несколько гонок в рамках Кубка Европы, а 25 февраля он стал чемпионом мира среди юниоров в гигантском слаломе. Завершился этот сезон для норвежца очень удачно. По итогам всех этапов Кильде стал победителем общего зачёта Кубка Европы. Свои первые очки в Кубке мира Александер Омодт завоевал 1 декабря 2013 года в канадском Лейк-Луисе, став 20-м в супергиганте.
В 2014 году Килде дебютировал на зимних Олимпийских играх. В Сочи Омодт Килде выступил в трёх дисциплинах. В суперкомбинации норвежский горнолыжник занимал высокое 4-е место после скоростного спуска, но не смог завершить второй вид соревновательный программы. В соревнованиях в супергиганте Омодт Килде показал 13-е время, отстав от первого места чуть более, чем на 1 секунду. В скоростном спуске Александер не смог доехать до финиша.
22 марта 2015 года Омодт Килде впервые попал в десятку на этапах Кубка мира, став 7-м в супергиганте на этапе в австрийском Зальбах-Хинтерглеме. На мировых первенствах Омодт Килде впервые выступил на чемпионате 2015 года. Лучшим результатом для норвежского горнолыжника стало 8-е место в комбинации.
18 декабря 2015 года впервые в карьере попал в тройку лучших на этапах Кубка мира — третье место в супергиганте в Валь-Гардене (после норвежцев Акселя Лунда Свиндаля и Хьетиля Янсруда). 30 января 2016 года выиграл свой первый этап Кубка мира, победив в скоростном спуске в Гармиш-Партенкирхене, на 0,22 сек опередив словенца Боштьяна Клине. 27 февраля 2016 года выиграл супергигант в Хинтерштодере, вновь опередив Боштьяна Клине. По итогам сезона Александер стал лучшим в зачёте супергиганта в Кубке мира, опередив на 40 очков Хьетиля Янсруда. В общем зачёте Кубка мира Кильде стал седьмым.
В сезоне 2016/17 выступал менее успешно — только три попадания в тройку лучших на этапах Кубка мира, однако в общем зачёте Кубка мира вновь занял седьмое место. На чемпионате мира 2017 года в Санкт-Морице Кильде дважды был близок к медалям — четвёртое место в супергиганте (0,03 сек проигрыша бронзовому призёру Мануэлю Осборну-Паради) и четвёртое место в комбинации.
В сезоне 2017/18 Александер выступил неудачно — ни одного попадания в тройку лучших и итоговое 15-е место в общем зачёте. На Олимпийских играх в Пхёнчхане норвежец выступил в трёх дисциплинах — скоростном спуске, супергиганте и комбинации, но ни разу не попал в 10-ку лучших.
15 декабря 2018 года выиграл скоростной спуск в Валь-Гардене, на 0,86 сек опередив австрийца Макса Франца. В общем зачёте Кубка мира 2018/19 Кильде занял восьмое место.

### 2020-е годы
В сезоне 2019/20 Александер семь раз попадал в тройку лучших на этапах Кубка мира, одержав в том числе одну победу в супергиганте в Зальбахе 14 февраля 2020 года. Последние 6 стартов сезона были отменены из-за пандемии Covid-19, на момент остановки сезона норвежец в общем зачёте на 54 очка опережал Алексиса Пентюро и в итоге стал победителем Кубка мира. При этом Омодт Кильде не выиграл ни одного зачёта отдельных дисциплин.
18 и 19 декабря 2020 года выиграл два этапа Кубка мира в Валь-Гардене — супергигант и скоростной спуск. 15 января 2021 года получил тяжёлую травму, из-за которой досрочно завершил сезон 2020/21, пропустив, в том числе, чемпионат мира 2021 года.
В декабре 2021 года выиграл сразу 4 этапа Кубка мира: три супергиганта и один скоростной спуск. В январе 2022 года выиграл два скоростных спуска в Венгене и Кицбюэле. Таким образом, за декабрь и январь Кильде выиграл столько же этапов Кубка мира, сколько за всю карьеру до этого.

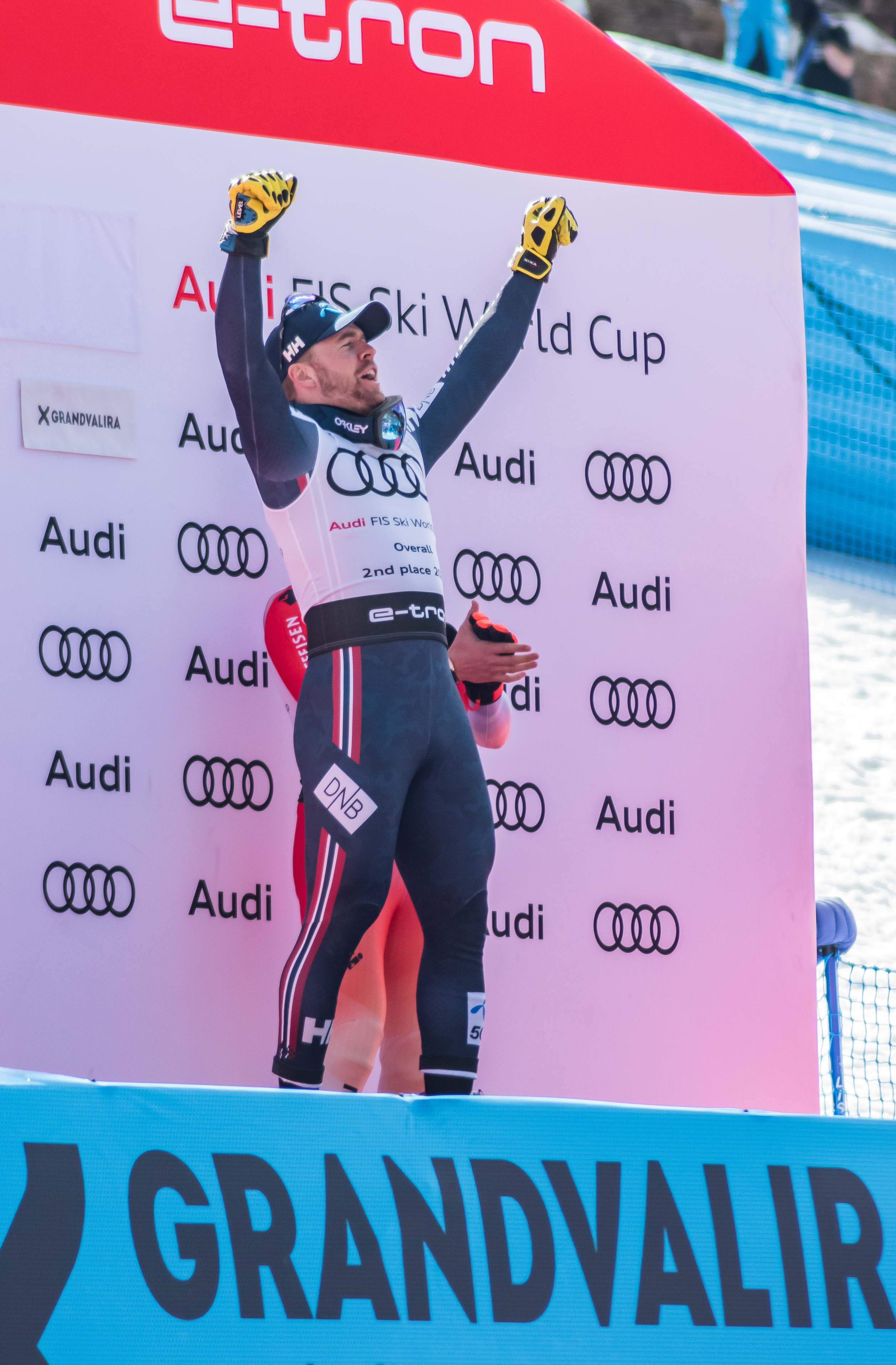
2023 год

На Олимпийских играх 2022 года в Пекине Кильде завоевал две медали: бронзу в супергиганте и серебро в комбинации. Также Кильде занял пятое место в скоростном спуске. Кильде стал самым успешным норвежским горнолыжником на Играх 2022 года.
По итогам сезона 2021/22 занял второе место в общем зачёте Кубка мира, уступив только Марко Одерматту, а также выиграл зачёты скоростного спуска (впервые в карьере) и супергиганта (второй раз после сезона 2015/16).
В сезоне 2022/23 показал отличную форму, выиграв один этап Кубка мира в ноябре, три этапа в декабре и ещё три в январе. 21 января выиграл 20-й в карьере этап Кубка мира. Если до сезона 2021/22 Кильде выиграл всего 6 этапов Кубка мира, то в сезонах 2021/22 и 2022/23 выигрывал больше 6 в каждом. Всего в сезоне 2022/23 набрал 1340 очков и занял второе место в общем зачёте Кубка мира, вновь уступив Одерматту, который набрал рекордный 2042 очка. При этом Кильде второй год подряд выиграл зачёт скоростного спуска, а в зачёте супергиганта стал вторым, уступив Одерматту.
В феврале 2023 года на чемпионате мира в Куршевеле завоевал серебряную медаль в супергиганте, уступив победителю канадцу Джеймсу Кроуфорду 0,01 сек. Это была первая медаль чемпионатов мира для норвежца. 12 февраля выиграл серебро в скоростном спуске, уступив 0,48 сек Марко Одерматту.
6 января 2024 года на этапе Кубка мира в Адельбодене занял второе место в гигантском слаломе, уступив только Марко Одерматту. Кильде первый раз в карьере поднялся на подиум Кубка мира в гигантском слаломе, ранее он 9 раз попадал в топ-6, но ни разу не добирался до призовой тройки в этой дисциплине.
13 января 2024 года Кильде упал на трассе скоростного спуска в Венгене в последнем повороте перед финишем, в результате он получил множество ушибов, вывихнул руку и рассёк икроножную мышцу. Кильде был эвакуирован в госпиталь на вертолёте, ему была сделана операция, сезон 2023/24 для норвежца завершён. За день до этого тяжёлую травму после падения на трассе супергиганта там же в Венгене получил трёхкратный чемпион мира Алексис Пентюро, а 11 января там же на трассе скоростного спуска серьёзную травму получил швейцарец Марко Колер.
Использует лыжи фирмы Atomic.

## Результаты на крупнейших соревнованиях

### Олимпийские игры
| Олимпийские игры | Скоростной спуск | Супергигант | Гигантский слалом | Слалом | Комбинация | Команды |
| ---------------- | ---------------- | ----------- | ----------------- | ------ | ---------- | ------- |
| 2014 Сочи        | DNF              | 13          | —                 | —      | DNF2       | н/д     |
| 2018 Пхёнчхан    | 15               | 13          | —                 | —      | 21         | —       |
| 2022 Пекин       | 5                | 3           | —                 | —      | 2          | —       |

### Чемпионат мира
| Чемпионат мира         | Скоростной спуск         | Супергигант              | Гигантский слалом        | Слалом                   | Комбинация               | Команды                  | Паралл. гигантский слалом |
| ---------------------- | ------------------------ | ------------------------ | ------------------------ | ------------------------ | ------------------------ | ------------------------ | ------------------------- |
| 2015 Вейл/Бивер-Крик   | 26                       | 19                       | —                        | —                        | 8                        | —                        | н/д                       |
| 2017 Санкт-Мориц       | 6                        | 4                        | DNF1                     | —                        | 4                        | —                        | н/д                       |
| 2019 Оре               | 8                        | 24                       | —                        | —                        | 22                       | —                        | н/д                       |
| 2021 Кортина-д’Ампеццо | не выступал из-за травмы | не выступал из-за травмы | не выступал из-за травмы | не выступал из-за травмы | не выступал из-за травмы | не выступал из-за травмы | не выступал из-за травмы  |
| 2023 Куршевель         | 2                        | 2                        | —                        | —                        | DNS SL                   | —                        | —                         |

### Победы на этапах Кубка мира (21)
| №  | Сезон   | Дата        | Место               | Дисциплина            |
| -- | ------- | ----------- | ------------------- | --------------------- |
| 1  | 2015/16 | 30 янв 2016 | Гармиш-Партенкирхен | Скоростной спуск      |
| 2  | 2015/16 | 27 фев 2016 | Хинтерштодер        | Супергигант           |
| 3  | 2018/19 | 15 дек 2018 | Валь-Гардена        | Скоростной спуск (2)  |
| 4  | 2019/20 | 14 фев 2020 | Зальбах-Хинтерглемм | Супергигант           |
| 5  | 2020/21 | 18 дек 2020 | Валь-Гардена        | Супергигант (3)       |
| 6  | 2020/21 | 19 дек 2020 | Валь-Гардена        | Скоростной спуск (3)  |
| 7  | 2021/22 | 3 дек 2021  | Бивер-Крик          | Супергигант (4)       |
| 8  | 2021/22 | 4 дек 2021  | Бивер-Крик          | Скоростной спуск (4)  |
| 9  | 2021/22 | 17 дек 2021 | Валь-Гардена        | Супергигант (5)       |
| 10 | 2021/22 | 29 дек 2021 | Бормио              | Супергигант (6)       |
| 11 | 2021/22 | 14 янв 2022 | Венген              | Скоростной спуск (5)  |
| 12 | 2021/22 | 21 янв 2022 | Кицбюэль            | Скоростной спуск (6)  |
| 13 | 2021/22 | 6 мар 2022  | Квитфьелль          | Супергигант (7)       |
| 14 | 2022/23 | 26 ноя 2022 | Лейк-Луиз           | Скоростной спуск (7)  |
| 15 | 2022/23 | 3 дек 2022  | Бивер-Крик          | Скоростной спуск (8)  |
| 16 | 2022/23 | 4 дек 2022  | Бивер-Крик          | Супергигант (8)       |
| 17 | 2022/23 | 17 дек 2022 | Валь-Гардена        | Скоростной спуск (9)  |
| 18 | 2022/23 | 13 янв 2023 | Венген              | Супергигант (9)       |
| 19 | 2022/23 | 14 янв 2023 | Венген              | Скоростной спуск (10) |
| 20 | 2022/23 | 21 янв 2023 | Кицбюэль            | Скоростной спуск (11) |
| 21 | 2022/23 | 4 март 2023 | Аспен               | Скоростной спуск (12) |